# Litográfia

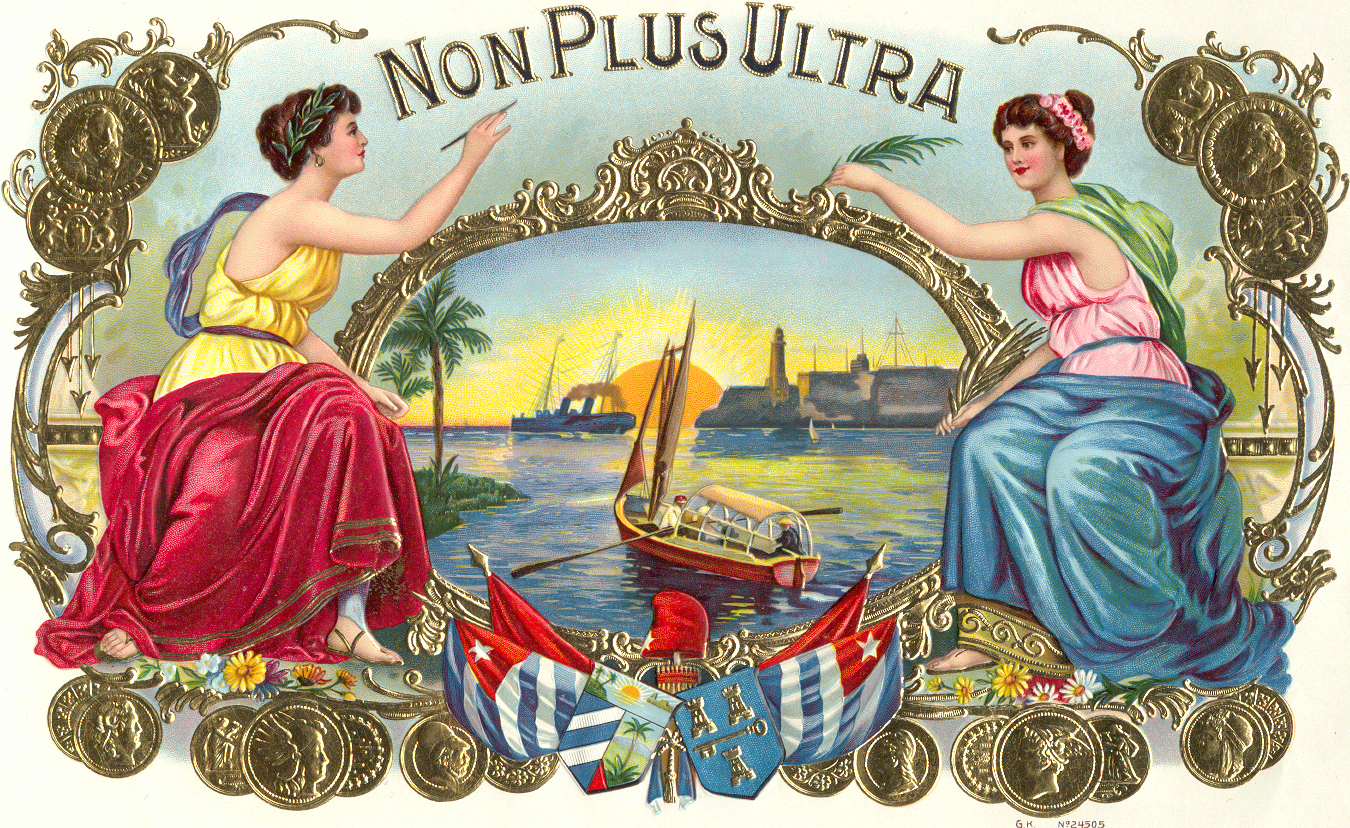
Színes kőnyomat szivarosdobozon

1917-es kőnyomatos plakát

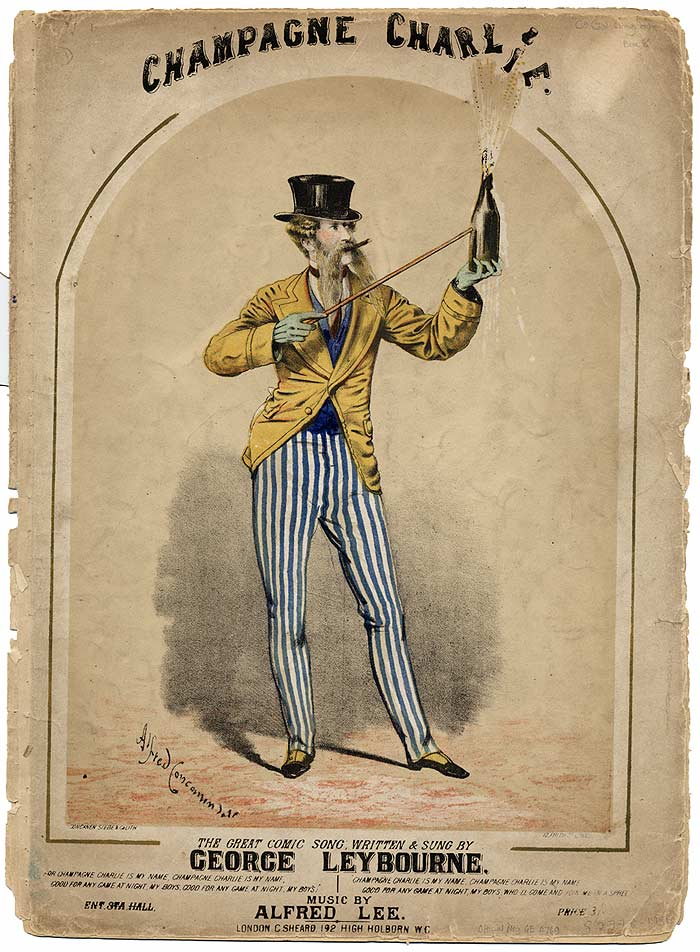
Alfred Concanen: Egy kotta címlapja

A litográfia, magyarul: kőnyomtatás, (görög λίθος – lithosz: 'kő' + γράφω – graphó: 'karcolni, írni, rajzolni) síknyomtatás elvén alapuló grafikai eljárás, egykor a nyomdatechnika egyik legfontosabb eljárása. Az így előállított nyomatot is litográfiának vagy kőnyomatnak nevezzük.

## Technikája
A litográfia az olajos, zsíros anyagok és a víz kölcsönös taszításának elvén alapul. Egy simára csiszolt porózus kőlapra, többnyire mészkőlapra speciális, koromból és zsírból készült litográfiai krétával rajzolnak. Ez a kőrajz. A kőlapot megnedvesítik, majd olajos nyomdafestéket raknak rá, ami a rajz vonalain megtapad, a kőlap nedves részein viszont nem, így az odakerült festék egyszerűen eltávolítható. A nyomtatásra szánt papírlapot a kőlapra helyezik, majd hozzápréselik. A nagy nyomásra az olajos részek átadják a festéket, így jön létre a litográfia.
A többszínű nyomathoz több kőlap szükséges. Ez esetben minden szín külön kőlapot kap, és ügyelni kell arra, hogy a lapot pontosan helyezzék el, hogy a kontúrok illeszkedjenek.
Válfajai a tipolitográfia (fekete alapra rajzolják a képet, az üresen maradó részeket tűvel kikarcolják); fotolitográfia (fényképezéssel kombinált kőnyomat); kőnyomásos cinkográfia (mészkő helyett cinklapot használnak).

## Története
Ezt az eljárást Alois Senefelder találta fel 1796-ban, és 1799-ben a budai polgármester, Laszlovszky József már berendezett litográfiai síknyomtatót a Budai Várnegyedben lévő Városházán. A litográfia kedvelt módszer volt a 19. században, olyan mesterek űzték, mint Orlai Petrich Soma, Barabás Miklós. A Kossuth-bankó is litográfiával készült Grimm Vince nyomdászmester megvalósításában. Az első hazai előállítású postabélyeg is ilyen technikával készült a kiegyezés után, 1871-ben.
Színes nyomatokat Henri de Toulouse-Lautrec és Alfons Mucha is készített. Toulouse-Lautrec újított az eljáráson, fogkefével seperte fel a festéket, így optikai keveréssel változatos színeket tudott létrehozni plakátjain. A 20. század elején és már Toulouse-Lautrec előtt is főként plakátokat nyomtattak ezzel az eljárással. Alfons Mucha a szecesszió szellemében, Faragó Géza már az art déco stílusában alkalmazta. A 20. század második felében a modern nyomdatechnikai eljárások kiszorították, napjainkban kizárólag művészek foglalkoznak litográfiákkal.

## Nyomdászati fotolitográfia
A litográfia egyik változata, mely során egy papírt zselatinnal bevonnak, majd krómoznak. Ezt követően egy fotográfiai üvegnegatívon át megvilágítják és zsíros festékkel behengerelik. A langyos vízben történő előhívás során, a festék csak azokon a helyeken marad meg, melyeket fény ért. Az így előhívott képet azután litográfiai kőre, cinkre vagy alumíniumra nyomtatják. Nem összetévesztendő a mikro- és nanotechnológiai fotolitográfiai eljárásokkal.

## Toulouse-Lautrec litográfiáiból

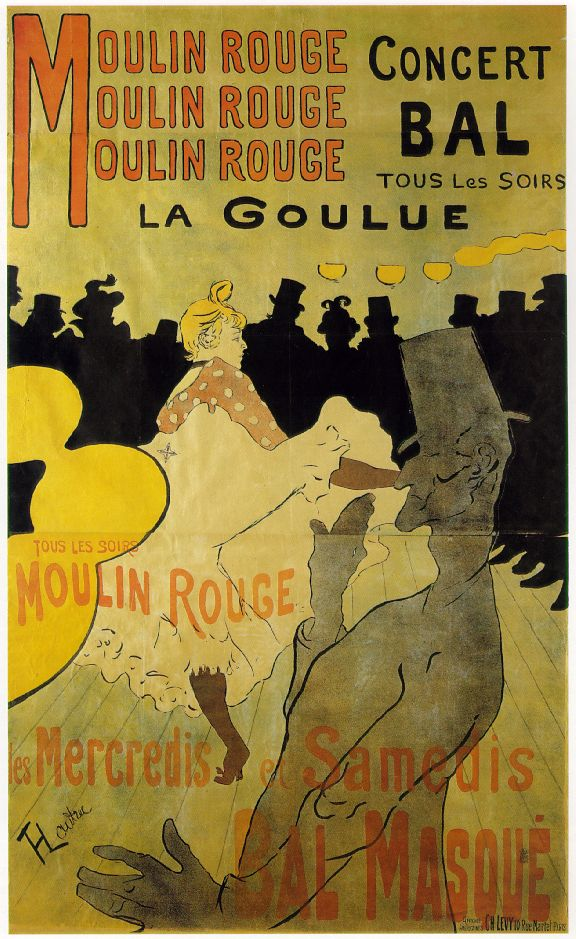
La Goulue kánkán táncosnő a Moulin Rouge-ban
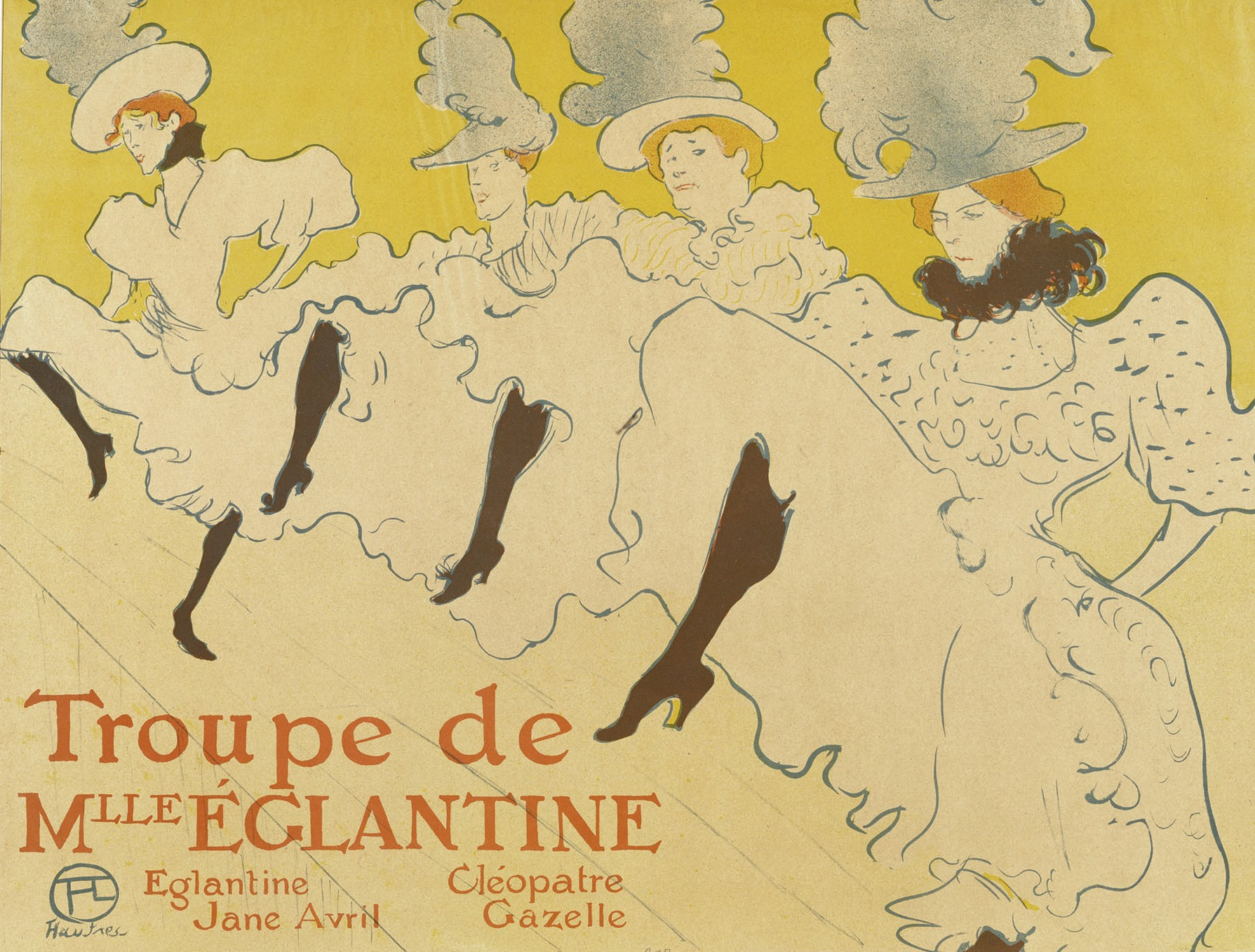
Eglantine kisasszony csoportja
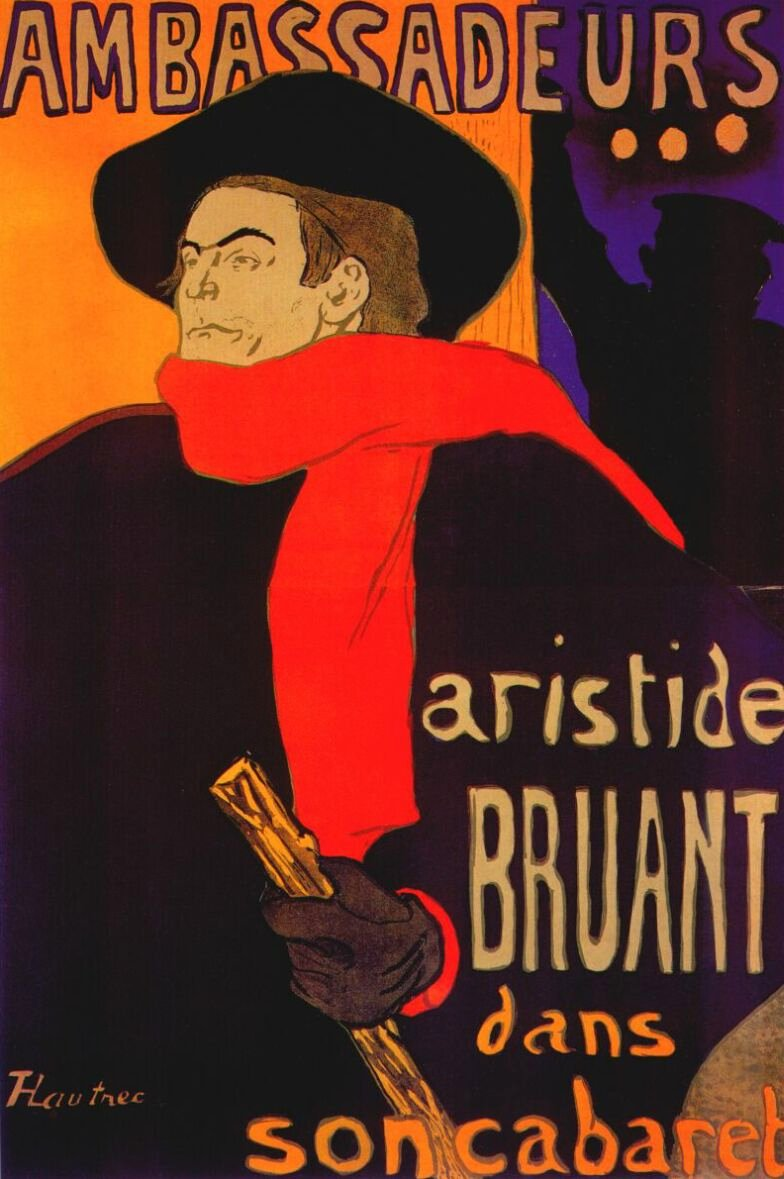
Aristide Bruant színész, énekes
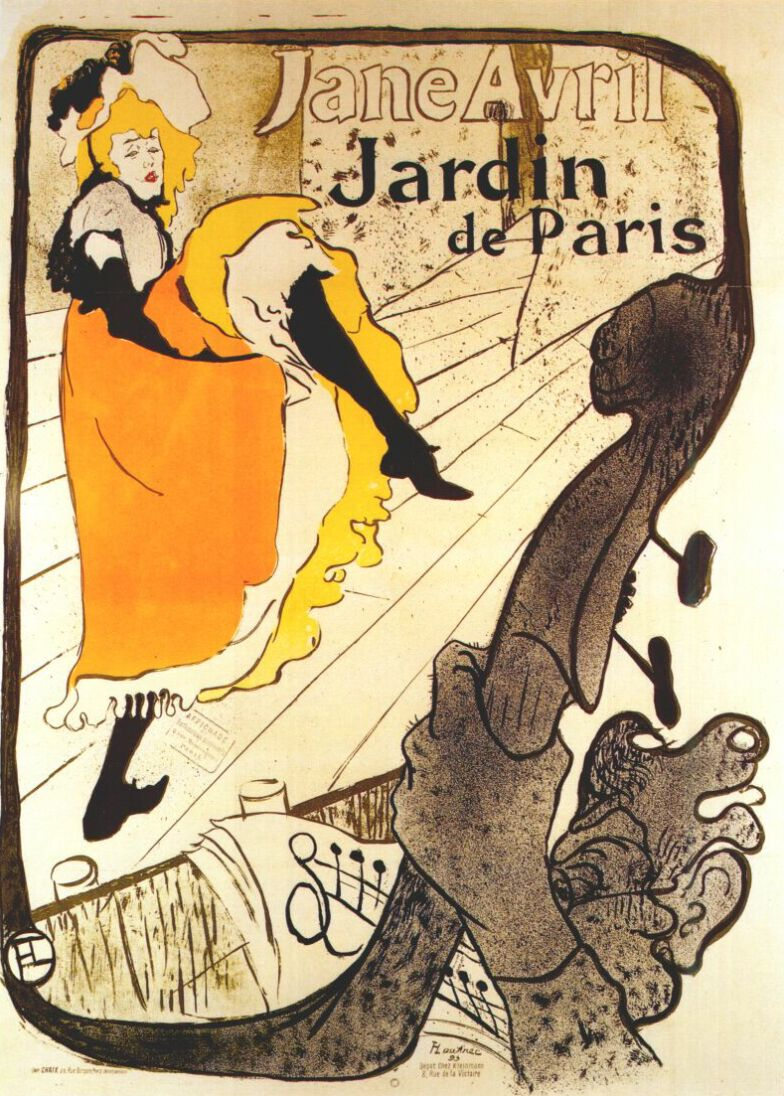
Jane Avril kánkán táncosnő

## Lásd még
- rajz
- fametszet
- linóleummetszet
- rézmetszet
- rézkarc
- szitanyomás
- algráfia
- kromolitográfia